# Тори Уилсън
Тори Уилсън (на английски: Torrie Wilson) е бивша американска кечистка и модел, родена на 24 юли 1975 г.
Работи в WWE и „Разбиване“. През 1998 г. печели конкурса за модели Miss Galaxy и работи като модел до 2001 г., когато отива в WWF.
През 2003 г. между нея и Down Marie се заражда приятелство, а през 2006 г. се сформира отборът Vince's Devils от Тори, Кандис и Виктория.
Докато е във федерацията, Тори се снима в много и различни списания, сред които FHM и Playboy.

## Титли и постижения
- World Wrestling Entertainment
  - Награда Златен трон (2002)
- WrestleCrap
  - Награда Gooker (2003) – „Ал Уилсън“ вражда с Дон Мари